# Ервін Фіров
Ервін Макс Клеменс Генріх Ернст Гаррі Фіров (нім. Erwin Max Clemens Heinrich Ernst Harry Vierow; 15 травня 1890, Берлін — 1 лютого 1982, Текленбург) — німецький воєначальник, генерал піхоти вермахту. Кавалер Лицарського хреста Залізного хреста.

## Біографія
Син торговця Альберта Фірова і його дружини Фрідеріки, уродженої Мюллер. 21 вересня 1908 року вступив в Імперську армію. Учасник Першої світової війни. Після демобілізації армії залишений в рейхсвері. З 12 жовтня 1937 року — начальник Генштабу 11-го армійського корпусу. 10 вересня 1939 року відправлений в резерв ОКГ. З 25 вересня 1939 року — командир 96-ї, з 5 серпня 1940 року — 9-ї піхотної дивізії, з 6 січня 1941 року — 55-го, з 14 лютого 1943 року — 20-го армійського корпусу. 10 березня 1943 року знову відправлений в резерв ОКГ. 1 червня 1943 року відряджений в штаб військово-адміністративного округу «Північно-Західна Франція», з 1 липня — командувач округом. З червня 1944 року — командувач на Соммі. 1 вересня 1944 року потрапив в британський полон.

## Сім'я
23 вересня 1924 року одружився з Катаріною Аренс. В пари народились 3 синів (1925, 1927 і 1929).

## Звання
- Фанен-юнкер (21 вересня 1908)
- Лейтенант (27 січня 1910) — патент від 29 січня 1908 року.
- Оберлейтенант (27 січня 1915)
- Гауптман (18 квітня 1917)
- Майор (1 січня 1929)
- Оберстлейтенант (1 жовтня 1932)
- Оберст (1 вересня 1934)
- Генерал-майор (1 січня 1938)
- Генерал-лейтенант (1 січня 1940)
- Генерал піхоти (1 січня 1941)

## Нагороди
- Залізний хрест 2-го і 1-го класу
- Нагрудний знак «За поранення» в чорному
- Почесний хрест ветерана війни з мечами
- Медаль «За вислугу років у Вермахті» 4-го, 3-го, 2-го і 1-го класу (25 років)
- Застібка до Залізного хреста
  - 2-го класу (17 вересня 1939)
  - 1-го класу (17 червня 1940)
- Лицарський хрест Залізного хреста (15 листопада 1941)
- Медаль «За зимову кампанію на Сході 1941/42» (1942)